# Paul de Flotte
Pour les articles homonymes, voir Flotte (homonymie).
Louis François René Paul de Flotte, né le 1er février 1817 à Landerneau et tué le 22 août 1860 au combat de Pezzo à Solano (Calabre), est un officier de marine, explorateur, inventeur, révolutionnaire et député français.

## Biographie
Paul de Flotte naît le 1er février 1817 à Landerneau. Sa maison natale, aujourd'hui détruite, se situait rue de l'Amiral Romain-Desfossées. Il est le fils d'un officier d'artillerie, Bonaventure de Flotte, petit-fils de Paul de Flotte, chouan ; sa mère est la fille de Joseph de Boulainvilliers de Croÿ. La famille est originaire du manoir du Beuzidou en Saint-Urbain (Finistère).
Il entre en 1828 à l'École militaire de La Flèche, puis est admis au collège de Vendôme. Brillant, il est reçu premier à l'École navale et en sort deuxième. En novembre 1832, il embarque sur le vaisseau-école l’Orion où il aurait, semble-t-il, été influencé par les sentiments violemment anticléricaux de ses camarades, au point de renier les traditions catholiques de sa famille. Au sortir de Navale, en novembre 1833, il embarque sur l'Astrée à destination d'Alger et des Antilles. Fin 1835, il passe sur la corvette de charge, la Dordogne, pour venir passer les examens d'élève de 1re classe. Il est promu en avril 1836. Il entame une carrière dans la Marine qui lui permet de prendre part, pendant une période de quatre ans (1836 à 1840) à deux expéditions importantes autour du monde.
Il participe au tour du monde d'Abel Aubert du Petit-Thouars, commandant de la Vénus. Le 29 décembre 1836, Paul de Flotte embarque sur la Vénus au départ de Brest. Ce voyage d'exploration et de promotion des intérêts économiques français le mènera à Tenerife, Rio de Janeiro, Valparaíso, Callao, Honolulu, au Kamtchatka, en mission de contrôle de la pêche à la baleine, à San Francisco, aux Galapagos, aux îles Hawaï, à l'île de Pâques, aux îles Marquises et aux îles de la Société (Tahiti).
Il participe ensuite au tour du monde de Jules Dumont d'Urville, commandant L'Astrolabe et la Zélée. Le 16 septembre 1838, Paul de Flotte, qui a demandé et obtenu de quitter la Vénus et de rejoindre la Zélée, quitte Tahiti. L'expédition Dumont d'Urville l'amènera aux îles Samoa, à Tonga-Tabou, aux îles Viti, Vanikoro, les îles Salomon, Guam, l'île principale de l'archipel des Mariannes, les îles Moluques, Batavia (aujourd'hui Jakarta), la Nouvelle-Hollande (aujourd'hui l'Australie), l'océan austral, la Terre Adélie, la Nouvelle-Zélande, l'île Bourbon (aujourd'hui La Réunion), l'île Sainte-Hélène, les Açores. Le périple se termine en rade de Toulon le 6 novembre 1840.
Il passe quelques mois en famille, puis reprend la mer le 17 avril 1841 pour les Antilles, sur la frégate la Reine blanche. Le 11 mai 1842, il embarque sur le brick le Hussard. En octobre 1842, il repart pour les Antilles sur la frégate la Didon, et rentre à Brest le 27 février 1843. Il participe à une campagne sur les côtes occidentales d'Afrique, à bord de l’Alcyone, puis il est affecté sur la Didon.
Il obtient le grade de lieutenant de vaisseau en 1846.
Passionné de technique, il s'intéresse à l'hélice comme mode de propulsion des bateaux à vapeur, de préférence aux roues. Ses travaux lui valent d'être autorisé par le ministère de la Marine à séjourner à Paris pour suivre la construction d'une machine. Il n'a pas encore 30 ans et sa vie va prendre un nouveau cap.

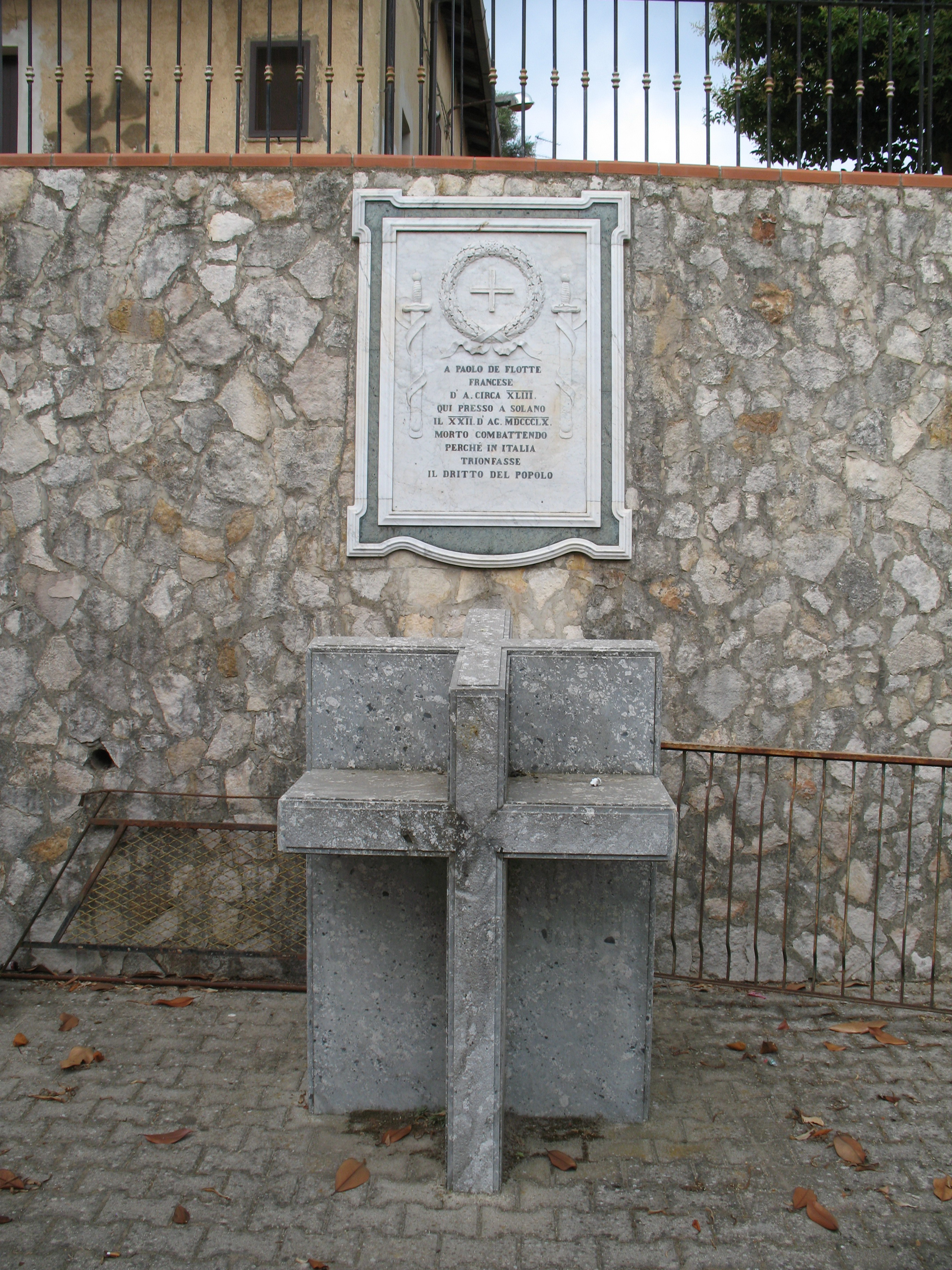
Monument à Paul de Flotte, Solano.

Attiré par la philosophie et bientôt par la politique, admirateur de Charles Fourier, membre d'un groupe littéraire où l'on trouve Leconte de Lisle, Paul de Flotte est rapidement gagné aux idées révolutionnaires et socialistes. Après l'abdication de Louis-Philippe, en février 1848, il prend la parole dans des clubs révolutionnaires où son éloquence fait merveille. Il refuse la lutte des classes par la violence et cherche à convaincre par sa pensée. Lors de l'insurrection de juin 1848, il est aux côtés des insurgés, ce qui lui vaut d'être déporté à Belle-Isle en septembre de la même année.
Sa vie a définitivement basculé et à sa libération, en 1849, il revient à Paris. En mars 1850, lors d'une élection complémentaire, il est élu député socialiste de la Seine à l'Assemblée législative. Le coup d'État du 2 décembre 1851 met un terme à sa vie politique française. L'Assemblée est dissoute, certains de ses membres arrêtés, Paul de Flotte est expulsé du pays.
Après avoir séjourné deux ans en Belgique, il revient en France sous un faux nom et travaille quelques années pour la compagnie des chemins de fer de l'État, avant d'être repris par le besoin de l'aventure.
En 1860, il démissionne pour aller retrouver Garibaldi en Sicile lors de l'expédition des Mille. Après la conquête de cette île, Garibaldi lui confie le commandement d'une flottille qui doit débarquer des troupes à Solano (hameau de la commune de Bagnara Calabra), en Calabre. Paul de Flotte y trouve la mort, tué d'une balle en pleine tête le 22 août 1860. Garibaldi lui rend hommage lors d'un discours mémorable et fait ériger un monument à sa mémoire à Solano. Paul de Flotte sera le seul  garibaldien étranger à se voir décerner, à titre posthume, la médaille des Mille.

## Publication
- De la souveraineté du peuple.